# Ōnomatsu Midorinosuke
Ōnomatsu Midorinosuke (阿武松 緑之助 en japonés, nacido en 1791 como Sasaki Jokichi (佐々木 常吉 en japonés) en Ishikawa, Japón; y fallecido en Japón el 29 de diciembre de 1851) fue un luchador japonés de sumo. Fue el 6.to yokozuna de este deporte. Entrenó al ōzeki Tsurugizan Taniemon.

## Carrera temprana
Nació en Shitsumi, Noto y fue a Edo en 1815. Su nombre de nacimiento sigue siendo ambiguo, pero fue reivindicado para ser Sasaki Jokichi. Hizo su debut bajo el nombre de anillo Koyanagi Chokichi (小柳 長吉 en japonés) en marzo de 1815. Alcanzó la división superior de makuuchi en octubre de 1822. En enero de 1824, fue derrotado por Inazuma, pero derrotó a otros en el rango de maegashira 2 y fue ascendido a komusubi.
En el verano de 1825, derrotó a Inazuma en el Santuario Hirakawa Tenjin. Fue ascendido a ōzeki en octubre de 1826. Cambió su nombre de anillo a Ōnomatsu en marzo de 1827.

## Yokozuna
Ōnomatsu recibió una licencia de yokozuna en febrero de 1828. El 25 de marzo de 1829, Ienari Tokugawa vio que Ōnomatsu derrotó a Inazuma. Debido a que creció en una familia pobre, trató de ganar peleas por medios justos o falta. Para sacudir la confianza de los competidores, a menudo hacía matta, o esperando, en la carga inicial, o tachi-ai de sus combates de sumo. A menudo fue criticado por su estilo de pelea. Aun así, era popular en Edo.
Se retiró en noviembre de 1835. En la división superior de makuuchi, ganó 142 combates y perdió 31 combates, registrando un porcentaje ganador de 82,1. El 7.mo yokozuna Inazuma fue su rival. Su récord total estuvo bastante por detrás de Inazuma, pero su récord sobre Inazuma fue de cinco victorias (incluyendo dos de honbasho), cuatro derrotas, cinco empates y una retención.

## Historial
1815
| Año (Honbasho) | Haru Basho (marzo) (ciudad de Tokio) | Fuyu Basho (noviembre) (ciudad de Tokio) | Victorias / Derrotas |
| 1815           | ¿?                                   | ¿?                                       | ¿?                   |

1816
| Año (Honbasho) | Haru Basho (marzo) (ciudad de Tokio) | Fuyu Basho (octubre) (ciudad de Tokio) | Victorias / Derrotas |
| 1816           | ¿?                                   | ¿?                                     | ¿?                   |

1817
| Año (Honbasho) | Haru Basho (enero) (ciudad de Tokio) | Fuyu Basho (octubre) (ciudad de Tokio) | Victorias / Derrotas |
| 1817           | ¿?                                   | ¿?                                     | ¿?                   |

1818
| Año (Honbasho) | Haru Basho (febrero) (ciudad de Tokio) | Fuyu Basho (octubre) (ciudad de Tokio) | Victorias / Derrotas |
| 1818           | ¿?                                     | ¿?                                     | ¿?                   |

1819
| Año (Honbasho) | Haru Basho (marzo) (ciudad de Tokio) | Fuyu Basho (noviembre) (ciudad de Tokio) | Victorias / Derrotas |
| 1819           | ¿?                                   | ¿?                                       | ¿?                   |

1820
| Año (Honbasho) | Haru Basho (marzo) (ciudad de Tokio) | Fuyu Basho (octubre) (ciudad de Tokio) | Victorias / Derrotas / Sin resultados |
| 1820           | ¿?                                   | Jūryō 10 Oeste 7 - 1 - 1sr             | 7 - 1 - 1sr                           |

1821
| Año (Honbasho) | Haru Basho (febrero) (ciudad de Tokio) | Fuyu Basho (octubre) (ciudad de Tokio) | Victorias / Derrotas |
| 1821           | Jūryō 7 Este 8 - 2                     | ¿?                                     | 8 - 2                |

1822
| Año (Honbasho) | Haru Basho (enero) (ciudad de Tokio) | Fuyu Basho (octubre) (ciudad de Tokio) | Victorias / Derrotas / Empates / Sin resultados |
| 1822           | Jūryō 2 Este 6 - 2 - 1e - 1sr        | Maegashira 7 Este 6 - 3 - 1e           | 12 - 5 - 2e - 1sr                               |

1823
| Año (Honbasho) | Haru Basho (febrero) (ciudad de Tokio) | Fuyu Basho (octubre) (ciudad de Tokio) | Victorias / Derrotas / Empates / Sin resultados |
| 1823           | Maegashira 5 Este 4 - 2 - 1sr          | Maegashira 2 Este 7 - 2 - 1e           | 11 - 4 - 1e - 1sr                               |

1824-1826
| Año (Honbasho) | Haru Basho (enero) (ciudad de Tokio) | Fuyu Basho (octubre) (ciudad de Tokio) | Victorias / Derrotas / Ausencias / Empates / Retenciones |
| 1824           | Maegashira 2 Este 8 - 1 - 1          | Komusubi 1 Este 6 - 2 - 2              | 14 - 3 - 3                                               |
| 1825           | Komusubi 1 Este 8 - 2                | Sekiwake 1 Este 6 - 2 - 2              | 14 - 4 - 2                                               |
| 1826           | Sekiwake 1 Este 5 - 1 - 3 - 1r       | Ōzeki 1 Este 8 - 0 - 1 - 1e            | 13 - 1 - 4 - 1e - 1r                                     |

1827
| Año (Honbasho) | Haru Basho (marzo) (ciudad de Tokio) | Fuyu Basho (noviembre) (ciudad de Tokio) | Victorias / Derrotas / Ausencias / Retenciones |
| 1827           | Ōzeki 1 Este 4 - 1 - 1 - 1r          | Ōzeki 1 Este 6 - 0                       | 10 - 1 - 1 - 1r                                |

1828
| Año (Honbasho) | Haru Basho (marzo) (ciudad de Tokio) | Fuyu Basho (octubre) (ciudad de Tokio) | Victorias / Derrotas / Ausencias / Empates / Retenciones |
| 1828           | Ōzeki 1 Este 3 - 3 - 2 - 1e - 1r     | Ōzeki 1 Este 7 - 1 - 2                 | 10 - 4 - 4 - 1e - 1r                                     |

1829
| Año (Honbasho) | Haru Basho (febrero) (ciudad de Tokio) | Fuyu Basho (octubre) (ciudad de Tokio) | Victorias / Derrotas / Ausencias / Empates / Retenciones |
| 1829           | Ōzeki 1 Este 5 - 0 - 1 - 1e            | Ōzeki 1 Este 6 - 0 - 1 - 2e - 1r       | 11 - 0 - 2 - 3e - 1r                                     |

1830
| Año (Honbasho) | Haru Basho (marzo) (ciudad de Tokio) | Fuyu Basho (noviembre) (ciudad de Tokio) | Victorias / Derrotas / Ausencias / Retenciones |
| 1830           | Ōzeki 1 Este 7 - 1 - 1 - 1r          | Ōzeki 1 Este 3 - 1 - 4 - 2r              | 10 - 2 - 5 - 3r                                |

1831
| Año (Honbasho) | Haru Basho (febrero) (ciudad de Tokio) | Fuyu Basho (noviembre) (ciudad de Tokio) | Victorias / Derrotas / Ausencias / Empates |
| 1831           | Ōzeki 1 Este 4 - 0 - 4 - 2e            | Ōzeki 1 Este 3 - 0 - 5                   | 7 - 0 - 9 - 2e                             |

1832
| Año (Honbasho) | Fuyu Basho (noviembre) (ciudad de Tokio) | Victorias / Derrotas / Ausencias / Empates |
| 1832           | Ōzeki 1 Este 7 - 1 - 1 - 1e              | 7 - 1 - 1 - 1e                             |

1833
| Año (Honbasho) | Haru Basho (febrero) (ciudad de Tokio) | Fuyu Basho (noviembre) (ciudad de Tokio) | Victorias / Derrotas / Ausencias / Empates / Retenciones |
| 1833           | Ōzeki 1 Este 5 - 0 - 1 - 4e            | Ōzeki 1 Este 2 - 2 - 3e - 1r             | 7 - 2 - 1 - 7e - 1r                                      |

1834-1835
| Año (Honbasho) | Haru Basho (enero) (ciudad de Tokio) | Fuyu Basho (noviembre) (ciudad de Tokio) | Victorias / Derrotas / Ausencias / Empates |
| 1834           | Ōzeki 1 Este 6 - 1 - 1 - 1e          | Ōzeki 1 Este 5 - 3 - 1 - 1e              | 11 - 4 - 2 - 2e                            |
| 1835           | Ōzeki 1 Este 7 - 0 - 1 - 2e          | Ōzeki 1 Este 4 - 2 - 2 - 2e              | 11 - 2 - 3 - 4e                            |